# Сингх, Джагмит
Джагмит Сингх Джимми Дхаливал (англ. Jagmeet Singh Jimmy Dhaliwal, в.-пандж. ਜਗਮੀਤ ਸਿੰਘ ਜਿੰਮੀ ਧਾਲੀਵਾਲ; род. 2 января 1979, Скарборо, Онтарио) — канадский политик, с 2017 года лидер Новой демократической партии. С 2019 по 2025 год был членом парламента.
Сингх — индоканадец пенджабского происхождения, практикующий сикх, первый небелый и нехристианский политик, избранным на пост главы крупной федеральной политической партии в Канаде.

## Биография
Родился в Скарборо (Онтарио) у родителей-индийцев родом из Пенджаба. Вырос в Сент-Джонсе (провинция Ньюфаундленд и Лабрадор). Учился в школе в американском Детройте. Получил степень по биологии в Университете Западного Онтарио и по праву в Йоркском университете в Канаде. Окончив юридическую школу Йоркского университета, Сингх стал адвокатом по уголовным делам, основав юридическую фирму вместе со своим братом Гурратаном.
Политическую карьеру начал в 2011 году, проиграв консерватору Балу Госалу, эмигранту-сикху из Пенджаба, в федеральном округе Бреймали—Гор—Молтон. В том же году был избран в Законодательное собрание Онтарио от Новой демократической партии (НДП) в провинциальном избирательном округе Бреймали—Гор—Молтон. В 2015 году стал заместителем лидера Новой демократической партии Онтарио Андреа Хорват.
В мае 2017 года Сингх объявил о своём намерении баллотироваться на пост лидера федеральной Новой демократической партии года. 1 октября 2017 года Сингх был избран лидером, набрав уже в первом туре 53,8 % голосов и опередив трёх соперников, среди которых была Ники Эштон.
На федеральных выборах 2019 года Новые демократы под руководством Сингха потеряли 15 мест (24 вместо прежних 39) и из третьей партии канадского парламента стали четвёртой. На федеральных выборах 2021 года НДП чуть улучшила своё положение (25 мест), оставшись четвёртой партией. Во время федеральных выборов 2025 года, когда ожидалось, что НДП потеряет официальный партийный статус, Сингх объявил, что уйдёт в отставку с поста лидера партии. 28 апреля 2025 года Джагмит Сингх проиграл выборы в парламент в округе Сентрал Бернаби (Британская Колумбия), набрав 18,1 % голосов и заняв третье место из 4. 29 апреля после тяжёлого поражения НДП на выборах Сингх объявил о своей отставке с поста лидера партии.
Свободно говорит на английском, французском и пенджабском языках.
После своего избрания Сингх стал первым представителем группы видимого меньшинства, возглавившим на постоянной основе крупную канадскую федеральную политическую партию, и вторым в целом после бывшего временного лидера Квебекского блока Вивиан Барбо. Сингх также является первым сикхом в тюрбане, заседавшим в провинциальном парламенте Онтарио. Он был широко признан в канадских СМИ за своё чувство моды и стиля. Идеологически Сингх идентифицирует себя как прогрессиста и социал-демократа. Он выступает за то, чтобы семьи среднего класса получали большую поддержку и за увеличение налогов для богатых и крупных корпораций.